# The Chalk Garden
The Chalk Garden (bra: Corações Feridos; prt: A Preceptora) é um filme britano-norte-americano de 1964, dos gêneros suspense e drama, dirigido por Ronald Neame  e estrelado por Deborah Kerr e Hayley Mills, com roteiro baseado na peça homônima da dramaturga britânica Enid Bagnold, representada 182 vezes na Broadway, entre outubro de 1955 e março de 1956. Um personagem, que não era visto em cena, foi eliminado na adaptação.
O filme representou um passo à frente na carreira de Hayley Mills, até então aproveitada apenas em papéis adocicados em diversas produções da Disney.

## Sinopse
Laurel é uma adolescente problemática, cuja revolta, desconfia o mordomo Maitland, deve-se ao fato da mãe dela, Olivia, seguir uma rotina de casa-separa-casa outra vez. Laurel gosta particularmente de expor o passado das governantas que sua avó, a senhora St. Maugham, teima em contratar. Agora é a vez da misteriosa Miss Madrigal, que se propõe a colocar Laurel na linha. Mas Madrigal tem pés de barro: ela acaba de deixar a prisão, após cumprir pena pela morte de uma meia irmã.

## Premiações
| Patrocinador                                            | Prêmio       | Categoria | Situação |
| ------------------------------------------------------- | ------------ | --- | --- |
| Academia de Artes e Ciências Cinematográficas           | Oscar        | Melhor Atriz Coadjuvante (Edith Evans) | Indicado[carece de fontes?]                                                                                     |
| Associação de Correspondentes Estrangeiros de Hollywood | Golden Globe | Melhor Filme - Drama | Indicado[carece de fontes?]                                                                                     |
| British Academy of Film and Television Arts             | BAFTA        | Melhor Atriz Britânica (Deborah Kerr) Melhor Atriz Britânica (Edith Evans) Melhor Direção de Arte (em cores) Melhor Fotografia de Filme Britânico (em cores) | Indicado[carece de fontes?] Indicado[carece de fontes?] Indicado[carece de fontes?] Indicado[carece de fontes?] |
| National Board of Review                                | NBR          | Melhor Atriz Coadjuvante (Edith Evans) Dez Melhores Filmes de 1964                                                                                           | Vencedor[carece de fontes?] Escolhido[carece de fontes?]                                                        |

## Elenco
| Ator/Atriz        | Personagem          |
| ----------------- | ------------------- |
| Deborah Kerr      | Miss Madrigal       |
| Hayley Mills      | Laurel              |
| John Mills        | Maitland            |
| Edith Evans       | Senhora St. Maugham |
| Felix Aylmer      | Juiz McWhirrey      |
| Elizabeth Sellars | Olivia              |
| Lally Bowers      | Anna                |
| Toke Townley      | Caixeiro da loja    |
| Tonie MacMillan   | Senhora Williams    |